# Самоуправни социјализам
Самоуправни социјализам је друштвени и привредни модел који је осмишљен од стране КПЈ и спровођен је у Југославији од 1950. године па до краја њеног постојања. Основна идеја се сводила на пребацивање управљања предузећа у руке радника и одвајање државе од привреде, што никада није спроведено. Овај вид самоуправе је карактеристичан за многе форме социјализма, са предлозима за самоуправљање које су се појављивали много пута током читаве историје социјалистичког покрета, које су заговарали на разне начине тржишни социјалисти, комунисти, и анархисти.

## Идеја о самоуправљању и оснивање радничких савета
Подстицаје за увођење самоуправљања треба тражити у сукобу Југославије са ИБ-ом, и покушајем да се прекине са дотадашњим стаљинистичким системом и крене сопственим путем изградње социјализма - титоизма. КПЈ и све њене организације су се налазиле у мобилном стању због сукоба, а критиком Стаљина подстицано је теоретисање социјализма које је до тада било запуштено. Током 1949. године партија је кренула офанзивније да иступа са својим путем социјализма, јавио се дубљи осврт на односе између социјалистичких земаља, искуство народноослободилачке борбе и изградњу социјализма. Услови за промену економског система нису постојали услед блокаде са истока и тек почетним напорима за отварање ка западу, а лоше стање у пољопривреди само је отежавало прилике. Ипак, све установе које су личиле на совјетске су подвргнуте критици и требало је пронаћи нов пут.
Идеја да се направе раднички савети и тако створи тзв. „слободни социјализам“ као оригинално решење, насупрот совјетском административном социјализму јавила се код комунистичких лидера Милована Ђиласа и Едварда Кардеља. Они су сматрали да је одређени облик самоуправљања почео још са формирањем НОО од стране КПЈ, али да је то тада било у служби ратног комунизма.

## Раднички савети
Раднички савети су замишљени тако да једнога дана израсту у стварне снаге самоуправљања, у почетку само у већим предузећима. Дана 23. децембра 1949. године донето је Упутство о оснивању и раду радничких савета које су потписали Борис Кидрич и Ђуро Салај. Предвиђено је да раднички савети активно учествују у свим најважнијим питањима предузећа.
Први Раднички савет је изабран 31. децембра 1949. у фабрици цемента Првоборац у Солину код Сплита.
Раднички савет је требало да представља негацију совјетске праксе и совјетског бирократизма. Требало је да буде подстрек за већу производњу, а са увођењем радника у управљање индустријом и у одумирање државе. Идеја о одумирању државе са доласком пролетаријата на власт потиче од Карла Маркса.
Раднички савети су имали 15 и 120 чланова. У њима је предвиђено да се врши опште, непосредно и тајно гласање при постављању и смењивању чланова. Као колективни орган требало је да одлучује и доноси најважније одлуке о раду предузећа: закључке о пословању, постављање и смењивање управног одбора...
Радничким саветом је негирана улога државе у руковођењу привредом и тиме се предвиђао нов тим друштвено-економских односа у социјализму. Самоуправљање и децентрализација требало је да разграде административни систем социјализма који се стварао у послератним годинама.
Одвајање државе од привреде предвиђено идејом о самоуправљању никад није спроведено. О томе најбоље сведочи наставак постојања петогодишњих планова. Ипак, дириговано планирање је замењено планирањем основних пропорција а предузећима је дата одређена самосталност у деловању и нов начин финансирања преко фондова.

## Реформа локалне самоуправе
Пошто је радницима, начелно, дато право да управљају пословима предузећа, неопходно је било реформисати локалну самоуправу у духу самоуправљања. Законом из 1952. године Народни одбори су добили овлашћења у пословима који су од непосредног интереса локалне заједнице. Комунални, социјални и културни развитак локалне заједнице требало је у потпуности да они врше. Ово је требало да се приближи Марксовом теоретском ставу о комунама.

## Уставни закон из 1953. године и самоуправљање
Рад на поднацрту уставног закона почео је 1951. године. Уставотворци су радили у „духу три Д - дебирократизација, демократизација и децентрализација“. Владајућа структура КПЈ је била опседнута разбијањем бирократије. У овом закону је задржана дводомна народна скупштина са Савезним већем и Већем произвођача.
Веће народа је престало да постоји али се могло одвојити из састава Савезног већа по потреби. Посланици Већа произвођача су били представници радничких савета. Оно је требало да институционализује Марксову идеју диктатуре пролетаријата.
Уставни закон је донет 13. јануара 1953. године и њиме су покривене промене у привреди од 1950. до 1952. године. Потврђено је постојање радничких савета, већа произвођача, зборова бирача, референдума...

## Промене у СКЈ и самоуправљање
Комплетна промена привреде увођењем самоуправљања није наишла на једнодушно одобравање у КПЈ. Многа локална руководства нису разумела промене, тако да су чак и у почетку негде раднички савети били сведени само на саветодавну улогу у предузећима. Неки су сматрали да самоуправљање доводи у питање постојање синдиката, а део комуниста је страховао и од дезорганизације али и од губитка своје моћи.
За саму партију изузетно је битан Шести конгрес КПЈ. Главни проблем којим се конгрес бавио био је улога Партије у условима самоуправљања. Конгрес је одржан од 2. до 7. новембра 1952. године. Између осталог, на њему је осуђена блоковска подела света, агресивна политика и колонијализам. Подвргнута је критици Стаљинова ревизија комунизма, а похваљена Титова ревизија, а увођење самоуправљања је окарактерисано као преломан догађај у развитку социјалистичких друштвених односа. У складу са тим, одбачена је дотадашња улога Партије као непосредног оперативног руководиоца и наредбодавца у државном и друштвеном животу. Уместо тога, од Партије је захтевано да постане авангарда радничке класе и државе у целини и да својим убеђивањем избори усвајање своје линије или ставове својих припадника.
Увођењем самоуправљања и променама у привреди Комунистичка партија је мењала саму себе. Постала је још масовнија а себи дала задатак да усмерава револуционарне снаге на изградњу самоуправног друштва. У складу са тим, промењено је име у Савез комуниста Југославије (СКЈ). Исто тако, убрзо је промењено име Народног фронта Југославије у Социјалистички савез радног народа Југославије (ССРНЈ). Савез социјалистичке омладине Југославије је добио подстицај за самосталнији развитак у условима самоуправљања.